# Гуардабозоне
Гуардабозоне, Ґуардабозоне (італ. Guardabosone, п'єм. Vardaboson) — муніципалітет в Італії, у регіоні П'ємонт, провінція Верчеллі.
Гуардабозоне розташоване на відстані близько 550 км на північний захід від Рима, 85 км на північний схід від Турина, 45 км на північ від Верчеллі.
Населення — 337 осіб (2014).

## Демографія
Населення за роками:

Станом на 1 січня 2023 року в муніципалітеті офіційно проживало 17 іноземців з 8 країн, серед них 6 громадян країн Євросоюзу та 1 громадянин України.

## Сусідні муніципалітети
- Аїлоке
- Боргозезія
- Каприле
- Кревакуоре
- Постуа
- Скопа
- Скопелло
- Серравалле-Сезія